# Alfredo Mejía
Alfredo Mejía, né le 3 avril 1990 à Yoro au Honduras, est un footballeur international hondurien, qui joue au poste de milieu de terrain à l'APO Levadiakos.